# Komm, gib mir deine Hand/Sie liebt dich
«Komm, gib mir deine Hand» / «Sie liebt dich» (с нем. — «Дай мне свою руку» / «Она любит тебя») — сингл «The Beatles», выпущенный 5 марта 1964 года в ФРГ и Западном Берлине. Это немецкие версии песен «I Want to Hold Your Hand» и «She Loves You», которые были переведены люксембургским музыкантом Камилло Фельгеном, известным под псевдонимом «Джин Николас».

## История
Текст был переведен на немецкий язык Камилло Фельгеном, известным в Люксембурге певцом, автором текстов и телеведущим, по просьбе немецкого EMI продюсера Отто Демлера, который также попросил Фельгена слетать в Париж, где The Beatles были на гастролях, чтобы научить их правильно петь новые тексты песен во время сеанса записи. Фельген использует псевдоним «Джин Николас». Упоминается ещё два других человека: «Монтегю» в «Sie liebt dich», и «Хайнц Хельмер» в «Komm, gib mir deine Hand».

## Запись
Немецкий суб-лейбл EMI, Odeon Records, убедил Джорджа Мартина и Брайана Эпстайна записать свои самые важные песни на немецком языке. Мартин согласился с предложением.
Во время записей немецких версий «I Want to Hold Your Hand» и «She Loves You» Пол Маккартни записал новую песню «Can't Buy Me Love» 29 января 1964 в парижской студии «Pathé Marconi Studios».
«Komm, gib mir deine Hand» была записана первой. The Beatles записали немецкий вокал и наложили на оригинальное инструментальное исполнение, которое не было принято EMI. The Beatles пришлось перезаписать «Sie liebt dich» с самого начала. В «Sie liebt dich» сохранился «Yeah, yeah, yeah», как в оригинале.
Стерео версии «Komm, gib mir deine Hand» и «Sie liebt dich» сделал Джордж Мартин 13 марта 1964 в студии Эбби-Роуд, пока The Beatles снимались в фильме Вечер трудного дня. Копии стерео версий были отправлены в Западную Германию и США.

## За пределами ФРГ
21 июня 1964 года, во время гастролей группы по Австралии, Parlophone выпустили в этой стране сингл «Komm, gib mir deine Hand»/«Sie liebt dich» в от имени «Die Beatles» (каталожный номер A8117). Это единственный сингл The Beatles, не попавший в австралийские чарты.
Песня «Komm, gib mir deine Hand» вошла в американский альбом Something New. Обе стороны сингла были выпущены в 1988 году на первом диске сборника Past Masters.

## Участники записи
Komm, gib mir deine Hand
- Джон Леннон — вокал, ритм-гитара, хлопки.
- Пол Маккартни — вокал, бас-гитара, хлопки.
- Джордж Харрисон — вокал, соло-гитара, хлопки.
- Ринго Старр — ударные, хлопки.
- Джордж Мартин — продюсер.
- Норман Смит — звукорежиссёр.

Sie liebt dich
- Джон Леннон — вокал, ритм-гитара.
- Пол Маккартни — вокал, бас-гитара.
- Джордж Харрисон — вокал, соло-гитара.
- Ринго Старр — ударные.
- Джордж Мартин — продюсер.
- Норман Смит — звукорежиссёр.